# Plateumaris aurifera
Plateumaris aurifera är en skalbaggsart som först beskrevs av J. L. Leconte 1850.  Plateumaris aurifera ingår i släktet Plateumaris och familjen bladbaggar. Inga underarter finns listade i Catalogue of Life.